# Lütke Uentrup
Lütke Uentrup (Hochdeutsch: Klein Uentrop) war bis 1930 eine sehr kleine, aber eigenständige Gemeinde nördlich der Lippe und gegenüber von (Hamm-)Uentrop im damaligen Kreis Beckum in der preußischen Provinz Westfalen. Das ehemalige Gemeindegebiet wurde dann der Gemeinde Lippborg als Bauernschaft zugeschlagen. Diese gehört heute wiederum zur Gemeinde Lippetal im Kreis Soest in Nordrhein-Westfalen.
Das Dorf Uentrop liegt auf der südlichen, märkischen Seite. Lütke Uentrop liegt auf der nördlichen münsterländischen Seite der Lippe. Allerdings wurde Uentrop durch den Münsterschen Bischof als Siedlungskette u. a. mit Dolberg-Uentrop-Lippborg gegründet. Historisch führte dies zu einem langen Rechtsstreit. Eine Erklärung könnte sein, dass die Lippe weiter südlich verlief oder dass die Dorfansiedlung von der nördlichen Seite, d. h. Lütke Uentrop, auf die südliche Seite verlegt wurde.
Eine Verlegung der Siedlungsstelle von Niederbrüggen, nördlich, nach Hamm, südlich der Lippe, fand auch nach einer Auseinandersetzung statt.

Lütke Uentrup auf einer Karte aus dem 19. Jahrhundert

## Geografie
Die Gemeinde Lütke Uentrup umfasste eine Fläche von 6,8 km². Sie hatte keinen dörflichen Siedlungskern, sondern bestand aus den einzelnen Höfen einer alten Bauerschaft. Ein Großteil des ehemaligen Gemeindegebiets wird vom Uentruper Wald eingenommen, der von der Bundesautobahn 2 durchquert wird. Im Süden grenzte die Gemeinde an die Lippe.

## Geschichte
Lütke Uentrup war eine alte Bauerschaft, die nach der Napoleonischen Zeit zunächst zur Bürgermeisterei Beckum im 1816 gegründeten Kreis Beckum gehörte. Mit der Einführung der Westfälischen Landgemeindeordnung wurde Lütke Uentrup 1844 zu einer Gemeinde im Amt Beckum des Kreises Beckum.
Am 1. April 1930 wurde das seit jeher sehr bevölkerungsarme Lütke Uentrup in die Gemeinde Lippborg eingemeindet. Lippborg wiederum wurde 1969 Teil der Gemeinde Lippetal im Kreis Soest.

## Einwohnerentwicklung
| Jahr | Einwohner |
| ---- | --------- |
| 1832 | 113       |
| 1858 | 129       |
| 1871 | 112       |
| 1885 | 103       |
| 1895 | 100       |
| 1910 | 84        |
| 1930 | 86        |